# Marilyn Johnson
Marilyn Johnson, (ur.  1928, zm. 31 października 2007) – amerykańska brydżystka, World Grand Master (WBF).
Marilyn Johnson zdobyła potrójną koronę brydżową w kategorii kobiet:
- w roku 1970 zwyciężyła  (razem z Mary Jane Farell) w otwartych mistrzostwach świata par kobiet w brydżu sportowym;
- w roku 1978 zwyciężyła (z drużyną USA) w Venice Cup;
- w roku 1980 zwyciężyła (z drużyną USA) na Olimpiadzie brydżowej.

## Wyniki brydżowe

### Olimpiady
Na olimpiadach uzyskała następujące rezultaty:
| Olimpiady brydżowe. Zawody teamów | Olimpiady brydżowe. Zawody teamów | Olimpiady brydżowe. Zawody teamów | Olimpiady brydżowe. Zawody teamów | Olimpiady brydżowe. Zawody teamów | Olimpiady brydżowe. Zawody teamów |
| Rok                               | Miejsce                           | Zawody                            | Kategoria                         | Drużyna                           | Pozycja                           |
| --------------------------------- | --------------------------------- | --------------------------------- | --------------------------------- | --------------------------------- | --------------------------------- |
| 1980                              | Valkenburg                        | 6. Olimpiada Teamów               | Kobiety                           | USA                               | 1                                 |
| 1976                              | Monte Carlo                       | 5. Olimpiada Teamów               | Kobiety                           | USA                               | 3                                 |
| 1972                              | Miami Beach                       | 4. Olimpiada Brydżowa             | Kobiety                           | USA                               | 3                                 |

### Zawody światowe
W światowych zawodach zdobyła następujące lokaty:
| Mistrzostwa Świata. Konkurencja teamów | Mistrzostwa Świata. Konkurencja teamów | Mistrzostwa Świata. Konkurencja teamów | Mistrzostwa Świata. Konkurencja teamów | Mistrzostwa Świata. Konkurencja teamów | Mistrzostwa Świata. Konkurencja teamów |
| Rok                                    | Miejsce                                | Zawody                                 | Kategoria                              | Drużyna                                | Pozycja                                |
| -------------------------------------- | -------------------------------------- | -------------------------------------- | -------------------------------------- | -------------------------------------- | -------------------------------------- |
| 1978                                   | Nowy Orlean                            | 5. Mistrzostwa Świata                  | Kobiety                                | USA                                    | 1                                      |

| Mistrzostwa Świata. Konkurencja par | Mistrzostwa Świata. Konkurencja par | Mistrzostwa Świata. Konkurencja par | Mistrzostwa Świata. Konkurencja par | Mistrzostwa Świata. Konkurencja par | Mistrzostwa Świata. Konkurencja par |
| Rok                                 | Miejsce                             | Zawody                              | Kategoria                           | Partner                             | Pozycja                             |
| ----------------------------------- | ----------------------------------- | ----------------------------------- | ----------------------------------- | ----------------------------------- | ----------------------------------- |
| 1978                                | Nowy Orlean                         | 5. Mistrzostwa Świata               | Kobiety                             | Mary Jane Farell                    | 9                                   |
| 1970                                | Sztokholm                           | 3. Mistrzostwa Świata               | Kobiety                             | Mary Jane Farell                    | 1                                   |

## Klasyfikacja
- Marilyn Johnson – klasyfikacja WBF (ang.)